# ツルムラサキ科
ツルムラサキ科 (ツルムラサキか、Basellaceae) は、双子葉植物の科の一つで、ツルムラサキなどを含む。草本で、多肉質のものが多い。アジア、アフリカ、アメリカの汎熱帯に分布する。

## 分類
4属20-25種がある。
- Anredera
  - A. cordifolia アカザカズラ
- Basella
  - B. alba ツルムラサキ
- Boussingaultia
- Ullucus

### APG植物分類体系
分子系統学の成果を基にするAPG植物分類体系ではディディエレア科と姉妹群であるとして、ナデシコ目に入れている。
- 被子植物 Angiosperm
  - 真正双子葉類 Eudicots
    - コア真正双子葉類 Core Eudicots
      - ナデシコ目 Caryophyllales
        - ツルムラサキ科 Basellaceae

### クロンキスト体系
クロンキスト体系でもナデシコ科との関係を認め、ナデシコ目に入れている。
- 被子植物門 Magnoliophyta
  - 双子葉植物綱 Magnoliopsida
    - ナデシコ亜綱 Caryophyllidae
      - ナデシコ目 Caryophyllales
        - ツルムラサキ科 Basellaceae

### 新エングラー体系
エングラーと共同研究者らもナデシコ科などとの近縁性を認めて同じ目に入れているが、名称はアカザ目である。
- 被子植物門 Angiospermae
  - 双子葉植物綱 Dicotyledoneae
    - 古生花被植物亜綱（=離弁花類） Archichlamydeae
      - アカザ目 Centrospermae
        - ツルムラサキ科 Basellaceae